# Ola Gerhardt
Olof Gerhard Henriksson, känd som Ola Gerhardt, född 22 mars 1920 i Husås, Lits församling i Jämtland, död 27 maj 2006 i Lits församling, Jämtlands län, var en svensk riksspelman, tecknare, illustratör, och jämtmålsförfattare.
Han gjorde bland annat teckningar med humoristisk och underfundig text på jämtska som han kallade "jämtkluringar", både i böcker och som tecknare i tidningen Östersunds-Posten från 1975, med många motiv från den  egna uppväxtmiljön.

## Biografi
Ola Gerhardt växte upp på hemgården i Husås, och efter folkskolan började han 1943 efter diverse arbeten och beredskapstjänst studera på Birka folkhögskola, där han fick Göran Olsson-Föllinger som fiollärare. I hembygden hade han även redan som 17-åring fått undervisning av David Cederberg.
Han bosatte sig i Östersund 1945, och bidrog samma år för första gången med egna alster till en konstutställning på Jämtlands läns museum. 
Han arbetade sedan på reklambyrå i Östersund, gick senare på en reklamskola i Hamburg för bland annat undervisning i reklamteckning, och öppnade därefter den egna reklambyrån Z-reklam i Östersund.
År 1970 hade Ola Gerhardt för första gången en separatutställning och två år senare den andra, som följdes av utställningar i flera andra städer i Norrland. Han avyttrade 1979 sin reklambyrå, och kunde sedan alltmer på heltid ägna sig åt sitt konstnärskap.
Ola Gerhardt, som blev riksspelman 1957, var mycket engagerad i Heimbygdas spelmansförbund från 1950-talet fram till 1980-talet, och ledde som ordförande arrangerandet av många spelmansstämmor i Jämtlands län. Han spelade även klassisk musik som violinist i Östersunds orkesterförening under flera perioder. Under de senare åren var han mycket aktiv i Heimbygdas språkkommitté, för jämtskans bevarande.

## Priser och utmärkelser
- 1987 – Jamtamots hederspris [6]
- 1989 – Carl Zetterström-medaljen [7]
- 1989 – Olof Högberg-plaketten [8]